# Piedrahíta
Piedrahíta – gmina w Hiszpanii, w prowincji Ávila, w Kastylii i León, o powierzchni 28,67 km². W 2011 roku gmina liczyła 2054 mieszkańców.